# アリッサ・ナッケン
アリッサ・ナッケン（Alyssa Nakken, 1990年6月13日 - ）は、アメリカ合衆国カリフォルニア州ヨロ郡ウッドランド出身の野球指導者。MLBのサンフランシスコ・ジャイアンツでコーチを務める。

## 経歴
カリフォルニア州立大学サクラメント校でソフトボールの一塁手として出場していた。心理学の学士を取得して卒業した。
2014年にサンフランシスコ・ジャイアンツの球団運営部にインターンとして入社し、傘下マイナー球団で関係者の健康管理に関する責任者を務めた。
2020年1月16日、MLBにおいて女性では史上初のフルタイムのコーチに就任し、7月23日の開幕戦でMLBの公式戦初出場を果たした。開幕戦に先がけて7月20日に開催されたオークランド・アスレチックスとのオープン戦に一塁コーチとして出場し、その時に着用していたユニフォームがアメリカ野球殿堂に贈られた。
2022年4月12日に行われたサンディエゴ・パドレス戦において、一塁コーチを務めるアントアン・リチャードソンが3回に退場宣告され、その代役として女性としてMLB史上初めて一塁コーチを務めた。

## 詳細情報

### 背番号
- 92（2020年 - ）